# Hålvetten
Hålvetten är en sjö i Katrineholms kommun i Södermanland och ingår i Nyköpingsåns huvudavrinningsområde. Sjön är 3,9 meter djup, har en yta på 1,87 kvadratkilometer och är belägen 39,1 meter över havet. Sjön avvattnas av vattendraget Vadstorpån.

## Delavrinningsområde
Hålvetten ingår i det delavrinningsområde (652592-152935) som SMHI kallar för Utloppet av Hålvetten. Medelhöjden är 53 meter över havet och ytan är 17,14 kvadratkilometer. Det finns inga avrinningsområden uppströms utan avrinningsområdet är högsta punkten. Vadstorpån som avvattnar avrinningsområdet har biflödesordning 2, vilket innebär att vattnet flödar genom totalt 2 vattendrag innan det når havet efter 71 kilometer. Avrinningsområdet består mestadels av skog (74 procent). Avrinningsområdet har 1,87 kvadratkilometer vattenytor vilket ger det en sjöprocent på 10,9 procent.